# Longuefuye
Longuefuye ist eine Ortschaft und eine Commune déléguée in der französischen Gemeinde Gennes-Longuefuye mit 335 Einwohnern (Stand: 1. Januar 2022) im Département Mayenne in der Region Pays de la Loire. Die Einwohner werden Longuefuyens genannt.
Die Gemeinde Longuefuye wurde am 1. Januar 2019 mit Gennes-sur-Glaize zur Commune nouvelle Gennes-Longuefuye zusammengeschlossen. Sie hat seither den Status einer Commune déléguée. Die Gemeinde Longuefuy war Teil des Arrondissements Château-Gontier und des Kantons Azé (bis 2015: Kanton Bierné).

## Geographie
Longuefuye liegt etwa 44 Kilometer nordnordwestlich von Angers. Umgeben wurde die Gemeinde Longuefuye von den Nachbargemeinden Ruillé-Froid-Fonds im Norden, Saint-Charles-la-Forêt im Norden und Nordosten, Grez-en-Bouère im Osten, Gennes-sur-Glaize im Süden sowie Fromentières im Westen.

## Bevölkerungsentwicklung
| Jahr                      | 1793 | 1800 | 1876 | 1901 | 1962 | 1968 | 1975 | 1982 | 1990 | 1999 | 2006 | 2013 |
| ------------------------- | ---- | ---- | ---- | ---- | ---- | ---- | ---- | ---- | ---- | ---- | ---- | ---- |
| Einwohner                 | 490  | 410  | 431  | 387  | 315  | 285  | 240  | 237  | 262  | 274  | 326  | 339  |
| Quelle: Cassini und INSEE |      |      |      |      |      |      |      |      |      |      |      |      |

## Sehenswürdigkeiten
- Kirche Notre-Dame-de-la-Visitation

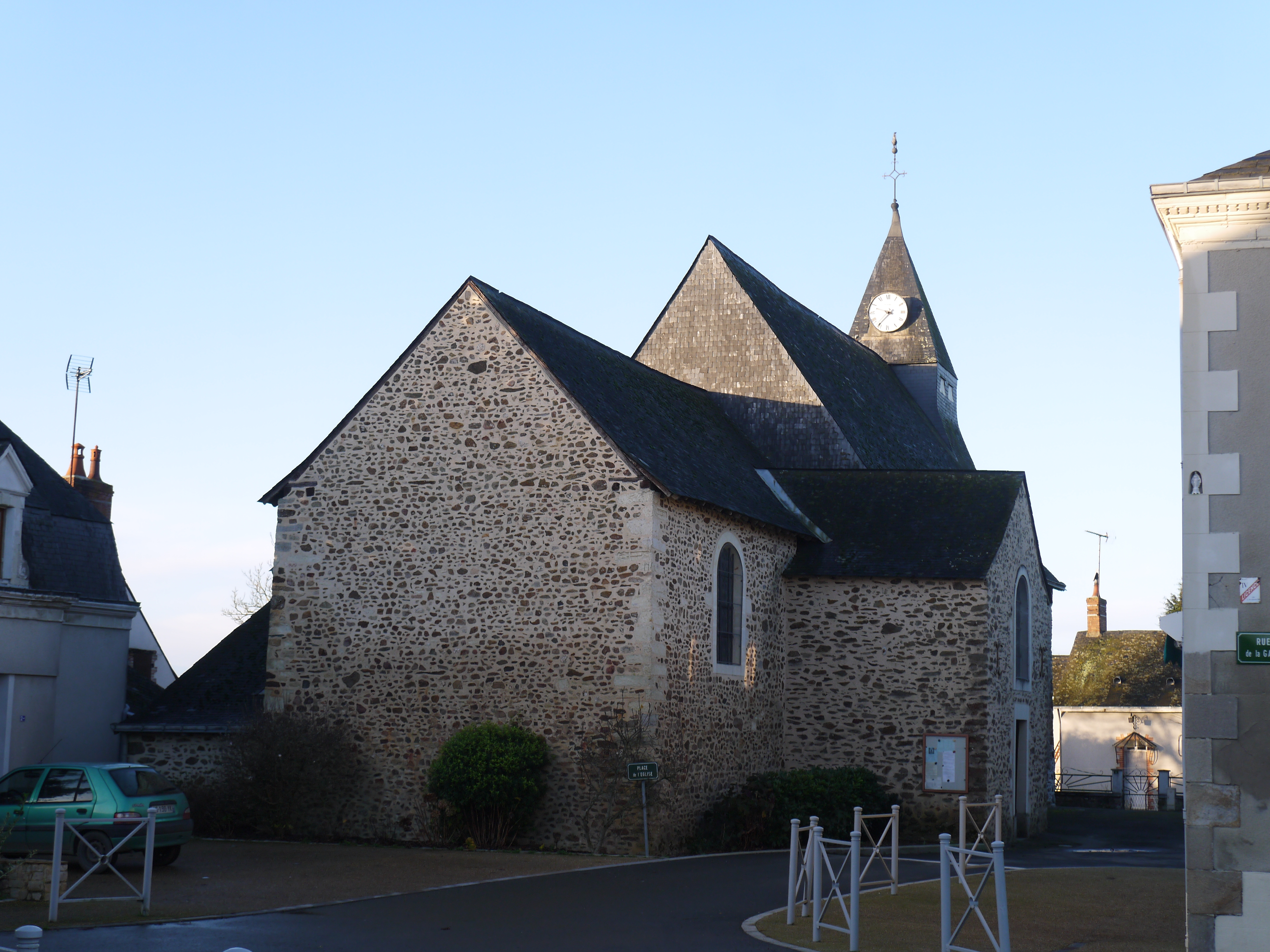
Kirche Notre-Dame-de-la-Visitation

- Schloss La Vilette